# ابن صعب بن يشكر
شق, هو ابن صعب بن يشكر بن رهم بن أفرك بن قسر بن عبقر بن أنمار، وأنمار أبو قبيلتي بجيلة وخثعم. وجاء ذكره في قصة ربيعة بن نصر.
صعب بن يشكر بطن من قبيلة بجيلة ينحدر منه : شق، وأسلم، وبجالة، والمرمل، ونصر، وغيرهم. وشق يشتهر باسم (شق الكاهن) وتذكره المراجع باسم شق بن صعب بن يشكر القسري البجلي الأنماري، واسمه الكامل : شق بن صعب بن يشكر بن رهم بن أفرك بن أفصى بن نذير بن قسر بن عبقر بن أنمار، وهو كاهن جاهلي من معاصرى سطيح الكاهن، وكانا يستدعيان أحيانًا للاستشارة أو تفسير بعض الأحلام، وقد عاش (شق الكاهن) إلى ما بعد ولادة النبي ، وقد عمر طويلا"، ويقال أنه كان من عجائب المخلوقات، فقد كان نصف أنسان وله يد واحدة، ورجل واحدة، وعين واحدة. وقد أشتهر من نسله خالد بن عبد الله القسري البجلي (والي العراقين) وأخوه أسد (والي خراسان) أيام الدولة الأموية.

## مصدر
1. ↑  شق بن صعب نسخة محفوظة 02 مارس 2018 على موقع واي باك مشين.

- سيرة ابن هشام - عبد الملك بن هشام
- كتاب قبيلة بجيلة للدكتور عبد العزيز بن مساعد الياسين البجلي